# Вулиця Патона (Київ)
Ву́лиця Пато́на — зникла вулиця, що існувала в Подільському районі міста Києва, місцевості Вітряні гори, Пріорка. Пролягала від Великої Мостицької до Запа́динської вулиці.
Прилучалися Коростишівська вулиця, проспект Правди.

## Історія
Виникла в середині XX століття під назвою 725-та Нова. Назву вулиця Патона набула 1953 року на честь академіка Є. О. Патона. Ліквідована у зв'язку зі зміною забудови на початку 1980-х років.